# Neurallist
Neurallisten (eller neuralkamen) är en tillfällig struktur i tidig embryonal utveckling hos ryggradsdjur. Den ger upphov till neurallistceller (eller neuralkamceller) som är en tillfällig grupp av multipotenta, migrerande celler. De uppkommer från det embryonala ektodermet och ger i sin tur upphov till en rad olika celltyper, såsom melanocyter, glatta muskelceller, celler i perifera och enteriska nervsystemen och gliaceller.